# Regulate...G Funk Era
Regulate...G Funk Era è l'album di debutto del rapper Warren G, uscito il 7 giugno del 1994 grazie alla Violator Records e distribuito in tutto il mondo dalla Def Jam Recordings. Questo album ha avuto un gran successo negli USA, tanto da essere certificato dalla RIAA tre volte disco di platino con 3 milioni di copie vendute solo negli Stati Uniti.
L'album è considerato una colonna portante del genere g-funk e della musica hip-hop degli anni '90, essendo trasportato dal singolo di largo successo, Regulate, che divenne il singolo più venduto della Def Jam.

## Descrizione
L'album è composto da 12 tracce tutte prodotte dallo stesso Warren G, e presentano produzioni tipicamente g-funk, che assieme al flow utilizzato dal rapper nei brani, ha aiutato il disco ad essere considerato un disco di alta fattura e di influenza per la musica hip-hop del tempo. Nel disco ci sono influenze di hip hop soul nei brani con cori e ritornelli cantati da artisti R&B. Nell'album i temi principali trattati sono la vita di strada che il rapper ha abbandonato per iniziare la carriera musicale, utilizzando testi molto meno espliciti rispetto agli altri artisti west coast rap del tempo.

## Tracce
1. Regulate (ft. Nate Dogg)
2. Do You See
3. Gangsta Sermon (Skit)
4. Recognize (ft. The Twinz)
5. Super Soul Sis
6. '94 Ho Draft (Skit)
7. So Many Ways (ft. Lady Levi & Wayniac)
8. This D.J.
9. This Is the Shack (ft. The Dove Shack)
10. What's Next
11. And Ya Don't Stop
12. Runnin'Wit No Breaks (ft. The Twinz)
13. Regulate (Remix) (ft. Nate Dogg) *

- Tutte le tracce sono prodotte da Warren G
- Regulate (Remix) si trova nell'album rimasterizzato dalla Def Jam. Nell'album rimasterizzato inoltre vi è il video di Regulate.

## Classifiche
| Classifica (1994-95)        | Posizione più alta |
| --------------------------- | ------------------ |
| Australia                   | 42                 |
| Canada                      | 4                  |
| Francia                     | 26                 |
| Germania                    | 15                 |
| Paesi Bassi                 | 19                 |
| Nuova Zelanda               | 26                 |
| Svezia                      | 12                 |
| Regno Unito                 | 25                 |
| Stati Uniti                 | 2                  |
| Stati Uniti (R&B & hip-hop) | 1                  |